# Kaspar Schwenckfeld
Kaspar Schwenckfeld (født 1490 i Ossig ved Liegnitz, død 10. december 1561 i Ulm) var en spiritualistisk teolog fra reformationstiden. Han regnes til den radikale reformation.
Schwenckfeld, der var af adelig herkomst, studerede i Köln og Frankfurt an der Oder og virkede efter afsluttede studier forskellige steder som kammerherre og til sidst som rådgiver for hertugen af Liegnitz. Under et besøg i Wittenberg i 1522 kom Schwenckfeld for alvor i kontakt med den lutherske protestantisme. Senere kom han i tvivl om realpræsensen i eukaristien og gik i opposition til Luther. Schwenckfeld sluttede sig i en tid til den overtyske reformation omkring Wolfgang Capito i Strasbourg. 
Schwenckfelds teologi er præget af spiritualistiske ideer. I hensyn til den protestantiske retfærdighedslære betonede Schwenckfeld det enkeltes menneskes etisk-sociale ansvar i forhold til Guds nåde. I 1547 udgav han sit hovedværk Bekandtnus und Rechenschaft von den Hauptpunkten des christlichen Glaubens. Schwenckfelds teologiske synspunkter blev både af katolsk og luthersk side anset for kættersk. Efter hans død i 1561 i Ulm, etablerede sig i Schlesien og andre steder menigheder, som byggede på hans teologiske positioner.
I 1700-tallet fordrev jesuitterne schwenckfeldianerne fra Schlesien. En del sluttede sig til herrnhutterne, andre udvandrede til Nordamerika, hvor den dag i dag findes små schwenckfeldianiske menigheder.